# Jawi
Ne doit pas être confondu avec Écriture javanaise.

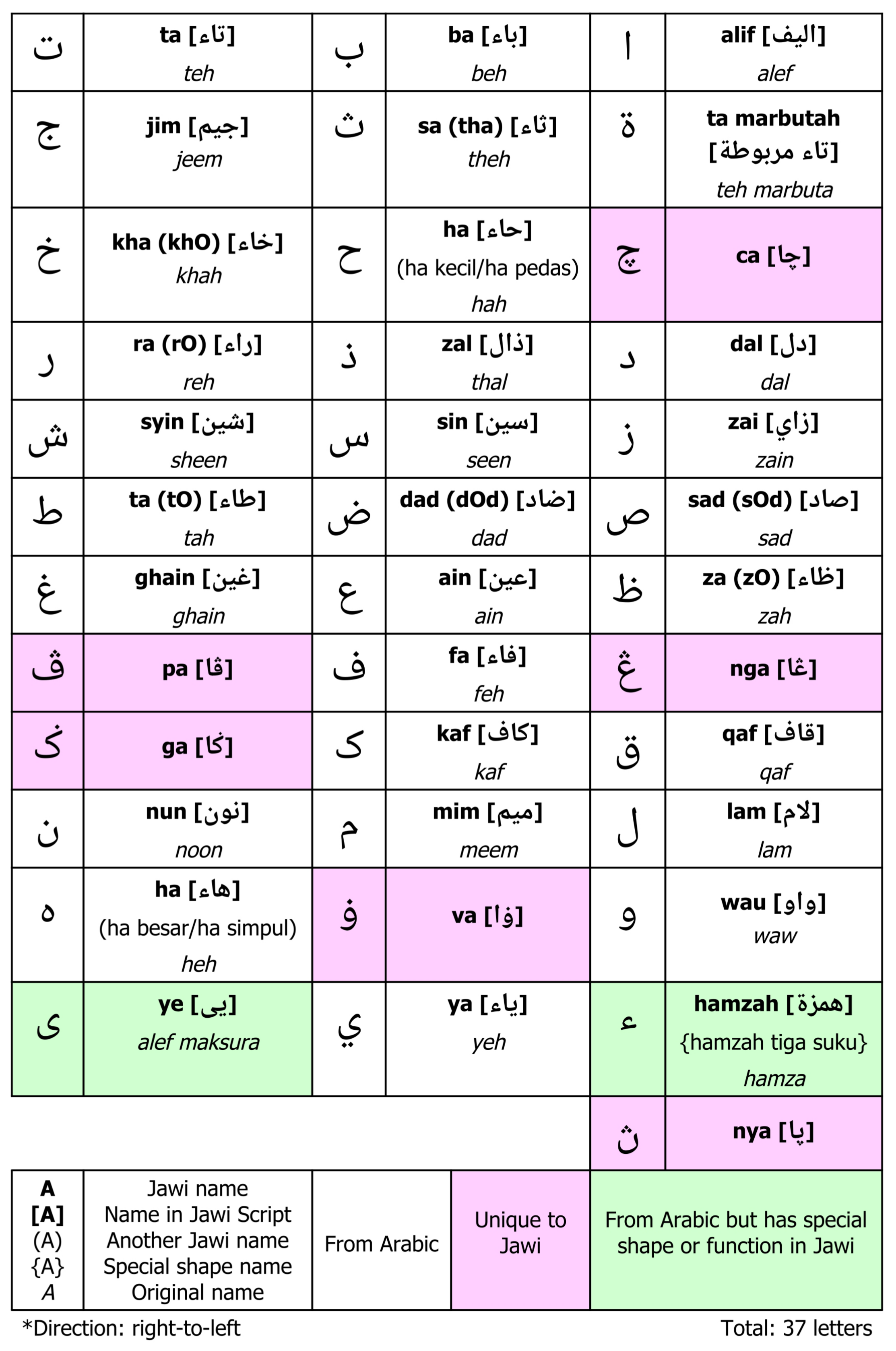
L'alphabet jawi. Lire le diagramme de droite à gauche, et de haut en bas.

Le jawi est l'alphabet arabe adapté pour écrire la langue malaise et plusieurs autres langues malaïques (banjar, bengkulu, malais du Brunei, malais jambi, minangkabau, musi), ainsi que l’aceh. Il n’est pas à confondre avec le jawi cham ou le pegon qui lui sont apparentés.
C'est l'une des deux formes d'écriture officielles du malais dans le sultanat de Brunei.
Il est utilisé dans une moindre mesure et surtout en matière religieuse, en Malaisie, en Indonésie, à Singapour et dans les provinces du sud de la Thaïlande.
Le jawi a aussi servi de base, avec quelques modifications, à l’écriture d’autres langues comme à Java pour les langues javanaise, maduraise et soundanaise où il est appelé pegon, aux Célèbes pour le makassar où il est appelé serang, à Buton pour le wolio où il est appelé buri wolio, et à Mindanao aux Philippines pour le tausug où il est appelé sulat sug.
Jawi (prononcé yawi en thaï) est également l'endonyme (le nom qu'un peuple se donne à lui-même) des habitants de culture malaise de l'ancien sultanat de Patani, aujourd'hui les provinces thaïlandaises de Pattani, Yala et Narathiwat, ainsi que dans une partie de la province de Songkhla, en Thaïlande du Sud (voir Yawi). Leur langue est le jawi, parlée mais non écrite. Pour l'écriture, les Jawi utilisent la graphie malaise dite « jawi » en caractères arabes modifiés, mais en usant d'un lexique malais et non local. La langue parlée dans la région de Patani habitée par les Jawi est proche du malais parlé à Kelantan. Le mot « Jawi » désigne donc à la fois d'une part un système d'écriture malais et d'autre part un peuple particulier vivant en Thaïlande du Sud, et sa langue, sans que les deux sens ne soient à confondre.

## Histoire
L'alphabet jawi existe depuis sans doute le XIIIe siècle dans le monde malais. Son développement est lié à celui de l'islam. Le jawi est constitué des lettres de l'alphabet arabe avec quelques caractères particuliers pour noter les phonèmes propres au malais.
Le jawi n'est pas la première écriture utilisée pour écrire le malais : la plus vieille inscription en vieux-malais, trouvée dans l'île indonésienne de Bangka, date de 683.
La plus ancienne inscription connue rédigée en jawi est la « pierre de Terengganu » (Batu Bersurat Terengganu) découverte sur la côte orientale de la péninsule malaise. Datée de 1303 apr. J.-C., elle porte un fragment de texte juridique en malais.
En Indonésie, on trouve à Minye Tujuh, dans la province d'Aceh, deux pierres tombales musulmanes rédigées en malais dans deux alphabets, l'un d'origine indienne qualifié de « proto-sumatranais », l'autre, arabe, et datées à la fois en ère Saka et de l'Hégire. La date de l'une des pierres équivaut à 1380 apr. J.-C. et celle de l'autre à 1389 dans le calendrier grégorien.
Au XVe siècle, l'essor commercial du sultanat de Malacca, situé sur la route maritime qui relie les Moluques et la Chine à l'est, à l'Inde et au Moyen-Orient à l'ouest, s'est traduit par une diffusion à la fois de la langue malaise et de l'islam sur les deux rives du détroit de Malacca et les côtes nord et ouest de l'île de Bornéo. Le jawi a accompagné ce mouvement.

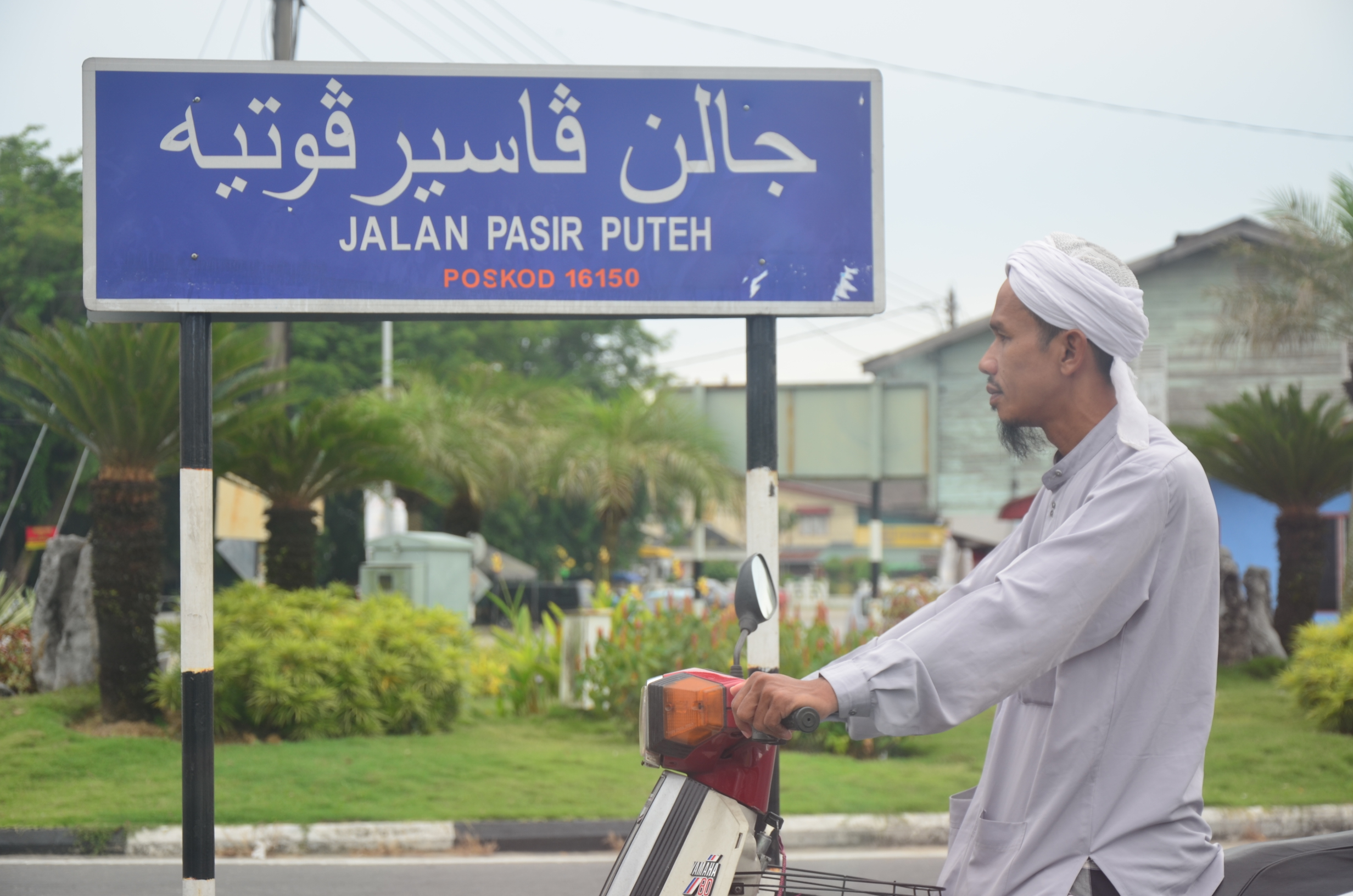
Panneau d'un nom de route écrit en utilisant les alphabets Jawi et romain à Kubang Kerian (État de Kelantan, Fédération de Malaisie).

## Lettres
| Caractère | Isolé | Initial | Moyen | Final | Nom         |
| --------- | ----- | ------- | ----- | ----- | ----------- |
| ا         | ا     |         |       | ـا    | alif        |
| ب         | ب     | بـ      | ـبـ   | ـب    | ba          |
| ت         | ت     | تـ      | ـتـ   | ـت    | ta          |
| ة         | ة     |         |       | ـة    | ta marbutah |
| ث         | ث     | ثـ      | ـثـ   | ـث    | sa (tha)    |
| ج         | ج     | جـ      | ـجـ   | ـج    | jim         |
| چ         | چ     | چـ      | ـچـ   | ـچ    | ca          |
| ح         | ح     | حـ      | ـحـ   | ـح    | ha          |
| خ         | خ     | خـ      | ـخـ   | ـخ    | kha (khO)   |
| د         | د     |         |       | ـد    | dal         |
| ذ         | ذ     |         |       | ـذ    | zal         |
| ر         | ر     |         |       | ـر    | ra (rO)     |
| ز         | ز     |         |       | ـز    | zai         |
| س         | س     | سـ      | ـسـ   | ـس    | sin         |
| ش         | ش     | شـ      | ـشـ   | ـش    | syin        |
| ص         | ص     | صـ      | ـصـ   | ـص    | sad (sOd)   |
| ض         | ض     | ضـ      | ـضـ   | ـض    | dad (dOd)   |
| ط         | ط     | طـ      | ـطـ   | ـط    | ta (tO)     |
| ظ         | ظ     | ظـ      | ـظـ   | ـظ    | za (zO)     |
| ع         | ع     | عـ      | ـعـ   | ـع    | ain         |
| غ         | غ     | غـ      | ـغـ   | ـغ    | ghain       |
| ڠ         | ڠ     | ڠـ      | ـڠـ   | ـڠ    | nga         |
| ف         | ف     | فـ      | ـفـ   | ـف    | fa          |
| ڤ         | ڤ     | ڤـ      | ـڤـ   | ـڤ    | pa          |
| ق         | ق     | قـ      | ـقـ   | ـق    | qaf         |
| ک         | ک     | کـ      | ـکـ   | ـک    | kaf         |
| ݢ         | ݢ     | ݢـ      | ـݢـ   | ـݢ    | ga          |
| ل         | ل     | لـ      | ـلـ   | ـل    | lam         |
| م         | م     | مـ      | ـمـ   | ـم    | mim         |
| ن         | ن     | نـ      | ـنـ   | ـن    | nun         |
| و         | و     |         |       | ـو    | wau         |
| ۏ         | ۏ     |         |       | ـۏ    | va          |
| ه         | ه     | هـ      | ـهـ   | ـه    | ha          |
| ء         | ء     |         |       | ء     | hamzah      |
| ي         | ي     | يـ      | ـيـ   | ـي    | ya          |
| ی         | ی     |         |       | ـى    | ye          |
| ڽ         | ڽ     | ڽـ      | ـڽـ   | ـڽ    | nya         |

Le kaf (kaf kechil) ‹ ك › peut aussi parfois être un kaf ouvert ‹ ک › en position finale ou isolée.
Le ga ‹ ݢ › peut aussi parfois avoir trois points suscrits ‹ ݣ › ou trois point souscrits ‹ ؼ ›, ou encore avec un trait suscrit ‹ گ ›.